# Osvaldo Ardiles Haay
Osvaldo Ardiles Haay (sinh ngày 17 tháng 5 năm 1998, ở Jayapura, Indonesia) là một cầu thủ bóng đá người Indonesia hiện tại thi đấu cho câu lạc bộ tại Liga 1 Persebaya Surabaya. Anh cũng có thể chơi ở vị trí tiền vệ chạy cánh.

## Sự nghiệp

### Persipura Jayapura
Năm 2016, Haay thi đấu tại Indonesia Soccer Championship A 2016.

### Persebaya Surabaya
Ở giải đấu 2018, Persebaya chiêu mộ Osvaldo Haay.

### Sự nghiệp quốc tế
Anh có màn ra mắt quốc tế cho Indonesia ngày 21 tháng 3 năm 2017, trước Myanmar, khi anh vào sân từ ghế dự bị. Anh ghi bàn thắng đầu tiên ngày 4 tháng 12 năm 2017, trước Mông Cổ.

## Thống kê sự nghiệp

### Câu lạc bộ
Tính đến 29 tháng 5 năm 2018.
| Câu lạc bộ          | Mùa giải            | Giải vô địch | Giải vô địch | Cúp     | Cúp       | Châu lục | Châu lục  | Khác    | Khác      | Tổng    | Tổng      |
| Câu lạc bộ          | Mùa giải            | Số trận      | Bàn thắng    | Số trận | Bàn thắng | Số trận  | Bàn thắng | Số trận | Bàn thắng | Số trận | Bàn thắng |
| ------------------- | ------------------- | ------------ | ------------ | ------- | --------- | -------- | --------- | ------- | --------- | ------- | --------- |
| Persipura Jayapura  | 2016                | 15           | 5            | –       | –         | –        | –         | –       | –         | 15      | 5         |
| Persipura Jayapura  | 2017                | 22           | 6            | –       | –         | –        | –         | –       | –         | 22      | 6         |
| Tổng cộng           | Tổng cộng           | 37           | 11           | 0       | 0         | 0        | 0         | 0       | 0         | 37      | 11        |
| Persebaya Surabaya  | 2018                | 6            | 1            | 0       | 0         | –        | –         | –       | –         | 6       | 1         |
| Tổng cộng           | Tổng cộng           | 6            | 1            | 0       | 0         | 0        | 0         | 0       | 0         | 6       | 1         |
| Tổng cộng sự nghiệp | Tổng cộng sự nghiệp | 43           | 12           | 0       | 0         | 0        | 0         | 0       | 0         | 43      | 12        |

1. ↑  Số lần ra sân ở Piala Indonesia.

### Quốc tế
Tính đến 14 tháng 1 năm 2018
| 2017      | 4 | 1 |
| 2018      | 1 | 0 |
| Tổng cộng | 5 | 1 |

Bàn thắng U-23 quốc tế
| Bàn thắng | Thời gian            | Địa điểm                                     | Đối thủ  | Tỉ số | Kết quả | Giải đấu                                        |
| --------- | -------------------- | -------------------------------------------- | -------- | ----- | ------- | ----------------------------------------------- |
| 1         | 21 tháng 7 năm 2017  | Sân vận động Quốc gia, Băng Cốc, Thái Lan    | Mông Cổ  | 5–0   | 7–0     | Vòng loại giải vô địch bóng đá U-23 châu Á 2018 |
| 2         | 16 tháng 11 năm 2017 | Sân vận động Wibawa Mukti, Bekasi, Indonesia | Syria    | 2–2   | 2–3     | Giao hữu                                        |
| 3         | 26 tháng 2 năm 2019  | Sân vận động Olympic, Phnôm Pênh, Campuchia  | Thái Lan | 2–1   | 2–1     | Giải vô địch bóng đá U-22 Đông Nam Á 2019       |

Bàn thắng quốc tế
| Bàn thắng | Thời gian           | Địa điểm                                           | Đối thủ | Tỉ số | Kết quả | Giải đấu                               |
| --------- | ------------------- | -------------------------------------------------- | ------- | ----- | ------- | -------------------------------------- |
| 1         | 4 tháng 12 năm 2017 | Sân vận động Harapan Bangsa, Banda Aceh, Indonesia | Mông Cổ | 2–0   | 3–2     | 2017 Aceh World Solidarity Tsunami Cup |

## Danh hiệu

### Câu lạc bộ
- Persipura Jayapura

Champion ở Indonesia Soccer Championship A 2016.

### Quốc tế
- U-23 Indonesia

Huy chương Đồng ở SEA Games 2017.
- Indonesia

Á quân ở 2017 Aceh World Solidarity Tsunami Cup.